# Larry Stensvold
Larry Stensvold ist ein US-amerikanischer Tontechniker.

## Leben
Stensvold begann seine Karriere im Filmgeschäft Anfang der 1980er Jahre. Sein erster Film als Tontechniker war der Kurzfilm A.W.O.L. In den 1980er Jahren arbeitete er an einer Reihe erfolgreicher Hollywoodproduktionen, darunter Das fliegende Auge und Gegen jede Chance. 1986 erhielt er gemeinsam mit Chris Jenkins, Gary Alexander und Peter Handford den Oscar in der Kategorie Bester Ton für Jenseits von Afrika.
Ab Anfang der 1990er Jahre arbeitete er verstärkt an Fernsehserien und Fernsehfilmen und war nur noch sehr selten in Filmprojekten involviert. Für seine Fernseharbeit war er drei Mal für einen Daytime Emmy nominiert, konnte den Preis jedoch nie gewinnen.
Sein Vater war der Kameramann Alan Stensvold (1908–1981).

## Filmografie (Auswahl)

### Fernsehen
- 1990: Geschichten aus der Gruft (Tales from the Crypt)
- 1991–1997: Beverly Hills, 90210
- 1993: Tommyknockers – Das Monstrum (The Tommyknockers)
- 1998: Die glorreichen Sieben (The Magnificent Seven)
- 1998–2000: Nash Bridges
- 2000: Dune – Der Wüstenplanet (Frank Herbert’s Dune)
- 2002–2004: She Spies – Drei Ladies Undercover (She Spies)
- 2003–2004: One Tree Hill
- 2004–2007: Veronica Mars
- 2007–2011: Private Practice
- 2012: Scandal

### Film
- 1982: American Diner (Diner)
- 1983: Das fliegende Auge (Blue Thunder)
- 1984: Das Philadelphia Experiment (The Philadelphia Experiment)
- 1984: Der Unbeugsame (The Natural)
- 1984: Gegen jede Chance (Against All Odds)
- 1985: Jenseits von Afrika (Out of Africa)
- 1986: Delta Force (The Delta Force)
- 1986: ¡Drei Amigos! (¡Three Amigos!)
- 1986: Invasion vom Mars (Invaders from Mars)
- 1987: Blind Date – Verabredung mit einer Unbekannten (Blind Date)
- 1988: Der Prinz aus Zamunda (Coming to America)

## Auszeichnungen
- 1986: Oscar in der Kategorie Bester Ton für Out of Africa